# U-484 (tàu ngầm Đức)
U-484 là một tàu ngầm tấn công  Lớp Type VII thuộc phân lớp Type VIIC được Hải quân Đức Quốc Xã chế tạo trong Chiến tranh Thế giới thứ hai. Nhập biên chế năm 1944, nó chỉ thực hiện được một chuyến tuần tra duy nhất và không đánh chìm được mục tiêu nào trước khi bị các tàu corvette HMS Portchester Castle và tàu frigate HMS Helmsdale đánh chìm trong Đại Tây Dương về phía Tây Bắc Ireland vào ngày 9 tháng 9, 1944.

## Thiết kế và chế tạo

### Thiết kế

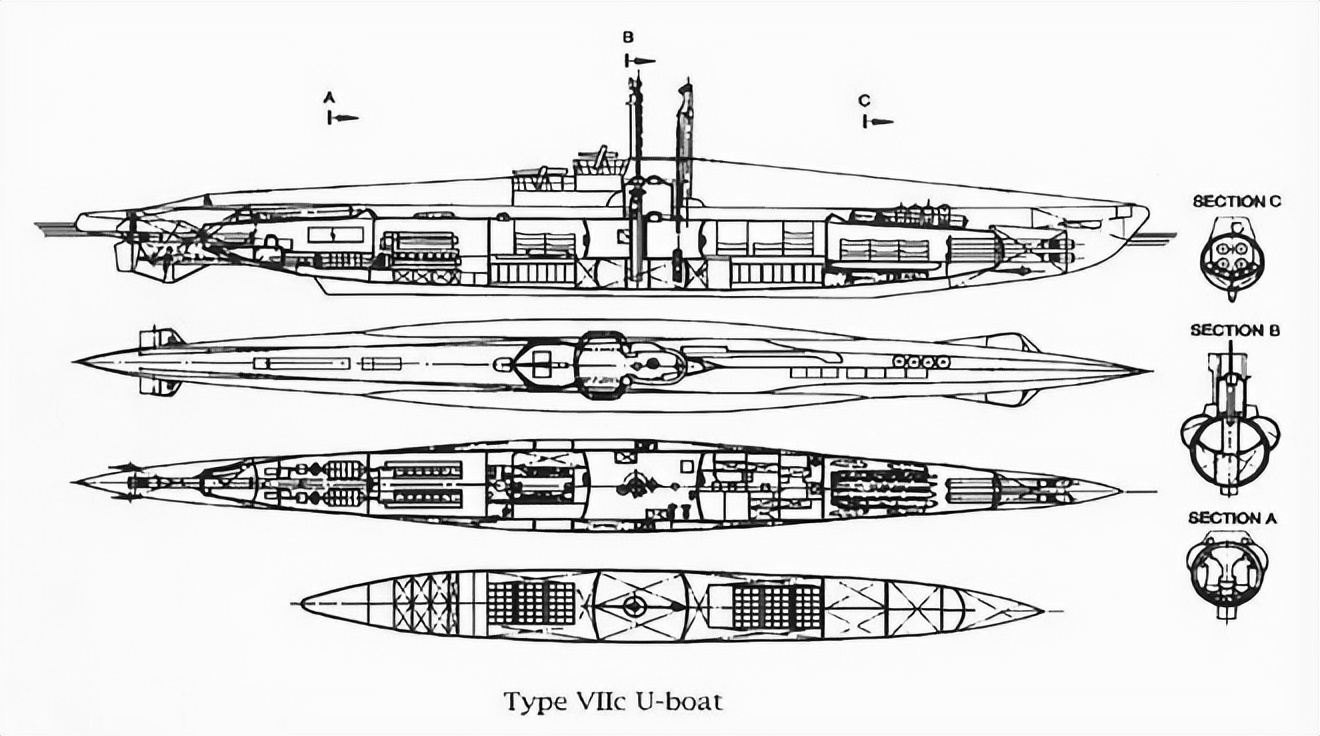
Sơ đồ các mặt cắt một tàu ngầm Type VIIC

Phân lớp VIIC của Tàu ngầm Type VII là một phiên bản VIIB được kéo dài thêm. Chúng có trọng lượng choán nước 769 t (757 tấn Anh) khi nổi và 871 t (857 tấn Anh) khi lặn). Con tàu có chiều dài chung 67,10 m (220 ft 2 in), lớp vỏ trong chịu áp lực dài 50,50 m (165 ft 8 in), mạn tàu rộng 6,20 m (20 ft 4 in), chiều cao 9,60 m (31 ft 6 in) và mớn nước 4,74 m (15 ft 7 in).
Chúng trang bị hai động cơ diesel Germaniawerft F46 siêu tăng áp 6-xy lanh 4 thì, tổng công suất 2.800–3.200 PS (2.100–2.400 kW; 2.800–3.200 bhp), dẫn động hai trục chân vịt đường kính 1,23 m (4,0 ft), cho phép đạt tốc độ tối đa 17,7 kn (32,8 km/h), và tầm hoạt động tối đa 8.500 nmi (15.700 km) khi đi tốc độ đường trường 10 kn (19 km/h). Khi đi ngầm dưới nước, chúng sử dụng hai động cơ/máy phát điện Garbe, Lahmeyer & Co. RP 137/c  tổng công suất 750 PS (550 kW; 740 shp). Tốc độ tối đa khi lặn là 7,6 kn (14,1 km/h), và tầm hoạt động 80 nmi (150 km) ở tốc độ 4 kn (7,4 km/h). Con tàu có khả năng lặn sâu đến 230 m (750 ft).
Vũ khí trang bị có năm ống phóng ngư lôi 53,3 cm (21 in), bao gồm bốn ống trước mũi và một ống phía đuôi, và mang theo tổng cộng 14 quả ngư lôi, hoặc tối đa 22 quả thủy lôi TMA, hoặc 33 quả TMB. Tàu ngầm Type VIIC bố trí một hải pháo 8,8 cm SK C/35 cùng một pháo phòng không 2 cm (0,79 in) trên boong tàu. Thủy thủ đoàn bao gồm 4 sĩ quan và 40-56 thủy thủ.

### Chế tạo
U-484 được đặt hàng vào ngày 5 tháng 6, 1941, và được đặt lườn tại xưởng tàu của hãng Deutsche Werke AG ở Kiel vào ngày 27 tháng 3, 1943. Nó được hạ thủy vào ngày 20 tháng 11, 1943, và nhập biên chế cùng Hải quân Đức Quốc Xã vào ngày 19 tháng 1, 1944 dưới quyền chỉ huy của Hạm trưởng, Thiếu tá Hải quân Wolf-Axel Schaefer.

## Lịch sử hoạt động
Chiếc tàu ngầm được nâng cấp vào tháng 8, 1944, được trang bị ống hơi nhằm cải thiện tính năng đi ngầm dưới nước. Sau khi hoàn tất việc huấn luyện trong thành phần Chi hạm đội U-boat 5, U-484 được điều sang Chi hạm đội U-boat 3 từ ngày 1 tháng 8, 1944 để hoạt động trên tuyến đầu cho đến khi bị mất.
Sau khi di chuyển từ cảng Kiel, Đức đến cảng Horten (phía Nam Oslo), Na Uy vào đầu tháng 8, 1944, U-484 khởi hành từ đây vào ngày 14 tháng 8 cho chuyến tuần tra duy nhất trong chiến tranh. Nó tiến ra Bắc Hải, rồi băng qua khe GI-UK giữa quần đảo Faroe và Iceland để vòng qua quần đảo Anh nhằm hoạt động tại vùng biển Đại Tây Dương về phía Tây Scotland, Tại đây vào ngày 9 tháng 9, U-484 bị các tàu corvette HMS Portchester Castle và tàu frigate HMS Helmsdale của Hải quân Hoàng gia Anh thả mìn sâu tấn công, và bị đánh chìm tại tọa độ 55°45′B 11°41′T / 55,75°B 11,683°T. Toàn bộ 52 thành viên thủy thủ đoàn của U-484 đều đã tử trận.
Trước đây người ta cho rằng U-484 bị các tàu corvette HMCS Dunver và tàu frigate HMCS Hespeler của Hải quân Hoàng gia Canada thả mìn sâu đánh chìm vào ngày 9 tháng 9, 1944, tại tọa độ 56°30′B 07°40′T / 56,5°B 7,667°T. Đợt tấn công này thực ra đã không nhắm vào bất kỳ tàu bè nào.